# William Freke Hasted
William Freke Hasted, britanski general, * 1897, † 1977.